# Michal Hubník
Michal Hubník (* 1. června 1983 Halenkov) je bývalý český fotbalový útočník a reprezentant České republiky. Jeho bratr Roman Hubník je také fotbalista.

## Klubová kariéra

### SK Sigma Olomouc
Do A týmu Sigmy Olomouc byl Hubník zařazen v roce 2003. Zde hrál až do konce roku 2010, s krátkou přestávkou na podzim 2004, kdy hostoval v Opavě.
25. července 2010 dal v ligovém zápase proti FK Baumit Jablonec hattrick, jako první hráč v ročníku 2010/2011, Sigma vyhrála vysoko 4:1.

### Legia Warszawa
18. února 2011 odešel z Olomouce na půlroční hostování s možností opce do polského klubu Legia Varšava, kde vyhrál dvakrát polský fotbalový pohár. V polské lize vstřelil 2 branky.
Pro sezonu 2012/13 hrál již v Olomouci. Se Sigmou vyhrál český Superpohár 2012. Na začátku roku 2013 přestoupil do Jablonce.

### FK Baumit Jablonec
17. května 2013 se podílel na vítězství ve finále Poháru České pošty 2012/13 proti Mladé Boleslavi, vstřelil první gól Jablonce. Utkání se rozhodlo až v penaltovém rozstřelu, který skončil poměrem 5:4 pro Jablonec (po konci řádné hrací doby byl stav 2:2). I s Jabloncem vyhrál český Superpohár 2013, na začátku sezony 2013/14.
V odvetě třetího předkola Evropské ligy 2013/14 8. srpna 2013 se jednou brankou podílel na výhře 3:1 proti domácímu norskému týmu Strømsgodset IF, Jablonec po vítězství 2:1 z prvního utkání doma postoupil do 4. předkola (resp. play-off předkola).
10. listopadu 2013 vstřelil hattrick v ligovém utkání proti 1. FK Příbram, Jablonec vyhrál vysoko 6:0.
V červnu 2016 po sedmé operaci kolena ukončil profesionální hráčskou kariéru. V podzimní části sezony 2017/18 ještě nastupoval v Krajském přeboru Moravskoslezského kraje za Český Těšín.

## Reprezentační kariéra
Hubník nastupoval za české mládežnické reprezentace U19, U20 a U21.

Se svým bratrem Romanem reprezentoval ČR na Mistrovství světa hráčů do 20 let 2003 ve Spojených arabských emirátech, kde český tým po remízách 1:1 s Austrálií a Brazílií a porážce 0:1 s Kanadou obsadil nepostupové čtvrté místo v základní skupině C.
V A-mužstvu ČR debutoval 17. 11. 2010 v přátelském utkání v Aarhusu proti týmu Dánska (remíza 0:0). Celkem odehrál v letech 2010–2011 za český národní tým čtyři utkání (vždy jako střídající hráč), branku nevstřelil.